# Øyslebø
Øyslebø este o localitate din comuna Marnardal, provincia Vest-Agder, Norvegia, cu o suprafață de 0,37 km² și o populație de 363 locuitori (2013).